# 이종득 (1762년)
이종득(李宗得, 1762년 ~ 1791년)은 조선 후기의 무신, 군인이다. 자(字)는 덕삼(德三), 본관은 우계이다. 강원도 삼척군 출신. 그의 행적은 조선왕조실록에는 나타나지 않고, 승정원일기, 일성록에 간략하게 등장한다.
1784년 11월 13일 별감으로 재직 중, 야금령을 어기고 야삼경(夜三更, 밤 12시)에 한성부를 활보하다가 일소 순청(一所巡廳)에 체포되어 승지 홍인호(洪仁浩)에 의해 보고되었다. 같은 날 순청(巡廳)에서 어떻게 처리할지 정조에게 상언하자, 정조는 야금을 어기는 자 중 한사람만 붙잡혔다며 병조판서에게 보내서 처리하라 하였다. 11월 17일 병조에서 승지 이긍연(李兢淵)을 통해 계를 올려 곤장 10대를 쳤다고 보고하였다. 1785년 별시 무과에 급제, 관직은 절충장군 행용양위 부호군에 이르렀다.
묘소는 동해시 귀운동 양지산에 있다.

## 기타
같은 시대에 황해도 주민으로 산송 문제로 해주사람 김검충을 사살한 이종득과는 동명이인이다. 황해도 은율 사람 이종득 역시 조선왕조실록에는 등장하지 않고 승정원일기, 일성록에 언급되며 《심리록(審理錄)》에도 나타난다.